# Türkan Saylan
Türkan Saylan, née le 3 décembre 1935 à Istanbul, Turquie et morte le 18 mai 2009 à İstanbul, Turquie, est un médecin et écrivain turque, cofondatrice et ex-présidente de l'association turque ÇYDD (tr) (Çağdaş Yaşamı Destekleme Derneği), association de soutien à l'éducation des filles et l'égalité des genres. 

## Biographie
Son père s’appelle Fasih Galip et sa mère, une Suissesse, Lili Mina Raiman. Après s'être mariée, elle change son prénom en Leyla. Türkan Saylan est l’aînée de sa famille. Les autres enfants s’appellent : Turgut, Tuğrul, Turhan et Gündüz. Entre 1944 et 1946 elle étudia à l’école primaire Kandilli, ensuite entre 1946 et 1953 elle étudia au lycée de filles de Kandilli. En 1957, elle s’est mariée deux fois mais elle a divorcé à chaque fois. Elle a deux fils l’un est graphiste, l’autre est médecin. Elle a également deux petits-enfants. En 1963 elle a fini la faculté de médecine d'Istanbul. Elle est décédée le 18 mai 2009. Au moment de son décès, elle était présidente de ÇYDD, de la fondation TÜRKÇAĞ et de KANKEV.

## Carrière
Entre 1964 et 1968 elle est devenue spécialiste des maladies de peau à l’hôpital de SSK à Nişantaşı. En 1968 elle a commencé en étant stagiaire chef. En 1971, elle a reçu une bourse, grâce à la délégation de la culture anglaise en 1974 et en 1976 elle a travaillé en Angleterre et en France. Ensuite elle a commencé son travail sur la lèpre et elle a fondé l’association et la fondation qui s’appelle la guerre contre la lèpre. En 1972, elle est devenue maître de conférences. 5 ans plus tard, en 1977, elle est devenue professeur. Encore plus tard, entre  1981 et 2001 elle est devenue directrice à l'université d'Istanbul de la faculté de médecine dans le centre de recherches sur la lèpre. Malheureusement, en 1986 elle a contracté un cancer et à cause de cela elle s’est fait opérer et elle a suivi une  chimiothérapie. La même année, elle a reçu le prix International  de Gandhi en Inde. Elle a fait des consultations sur la lèpre dans l’Organisation mondiale de la santé jusqu'en 2006. Le 13 mars 2000 Türkan Saylan a été choisie pour devenir membre des services sociaux par le neuvième président de la république de Turquie Süleyman Demirel. Elle a travaillé jusqu'en 2002 comme instructrice de la clinique de dermatologie et le 13 décembre 2002 elle a pris sa retraite. Elle était à la fois membre et sous-chef de l’Association internationale de la lèpre. En 2002, elle a été diagnostiquée avec un cancer encore une fois. Le 14 avril 2007 Ankara- Tandoğan et le 29 avril 2007 İstanbul- Çağlayan les rencontres de la république ont été organisées par Türkan Saylan. D’autre part le 13 avril 2009, elle a été internée et le ÇYDD ainsi que sa maison ont été fouillés dans le cadre de l'opération Ergenekon. Le ÇYDD a accordé un grand nombre de bourses à 29 000 étudiants de l’université, avant sa mort Türkan Saylan voulait en accorder à 100 000 étudiants. Toutefois, le ÇYDD n'en accordait pas aux étudiantes qui portent  le voile.

## Après sa mort
Tek ve Tek Başına: Türkan est un livre qui a été écrit par Ayşe Kulin sur la vie de Türkan Saylan. Ce livre contient également un grand nombre de lettres écrites par Gökşin Sanal à Türkan Saylan. Ce livre a été publié le 31 octobre 2009. À l’heure actuelle, la vie de Türkan Saylan est adaptée en série télévisée sur la chaîne Kanal D. La série prend pour base le roman d'Ayşe Kulin. Le 26 décembre 2009 à Arnavutköy,  le Prof. Ferit Özşen a fait une sculpture pour Türkan Saylan. Le téléphone portable de Türkan Saylan fonctionne encore. Il est utilisé par Ayşe Yüksel qui répond à absolument tous les appels.

## Prix
- Prix du Club de Dowling (1978)
- Prix de la femme de l’année en Turquie (1990)
- Prix Melvin Jones (1991)
- Prix des principes et des révolutions d'Atatürk par l'université d'Istanbul (1996)
- Prix Atatürk, Tuzla Rotary (1997)
- Priz Fahrettin Kerim Gökay par la fondation Turc Lions (1997)
- Prix de l’année de 75 par l'Union des femmes turques (1998)
- Prix Uğur Mumcu-Muammer Aksoy (1999)
- Prix du Foyer des artistes italiens (2001)
- Prix Atatürk de la modernité (2003)
- Prix des 100 ans de Réussite professionnelle par Le Club de Rotary
- Prix de l’éducation par Oriflama Turquie (2005)
- Prix du SODEV (2005)
- Prix du cœur par association du Türk Kalp Vakfı (2006)
- Prix de l’éducation de ÇEK (2006)
- Prix de la responsabilité sociale-Tühid par 5. Altın Pusula (2006)
- Prix de la personnalité prioritaire par TÜRYAK et l’université Hacettepe (2007)
- Prix Melvin Jones (pour la deuxième fois) par 118. Lion (2007)
- Prix de la femme de l'année par Böbrek Vakfı (2008)
- Prix du chef de la société civile par le magazine l’Économiste (2008)
- Prix de la préservation des principes de la République par ANAÇEV (2009)
- Docteur honoris causa de l’université Boğaziçi (2009)
- Prix Vehbi Koç (2009)

Türkan Saylan a refusé d'encaisser les 100 000 dollars attribués pour le Prix Vehbi Koç. Elle a versé la somme à ses étudiants ayant besoin de bourses.

## Publication
Article
- Cumhuriyetin Bireyi Olmak (Etre républicain) 1998,
- Cumhuriyetin Bireyi Olmak II (Etre républicain II) 2003,

Biographie de son enfance
- At Kız (La fille cheval) 2000,

Biographie
- Güneş Umuttan Şimdi Doğar (Le soleil naît maintenant de l'espoir) par Mehmet Zaman Saçlıoğlu 2004,

Livre de cours
- 1. Basamak Sağlık Hizmetlerinde Deri ve Zührevi Hastalıklar El Kitabı (Le manuel des maladies vénérienne et de la peau) 2000,

## Çağdaş Yaşamı Destekleme Derneği(ÇYDD)
ÇYDD a été fondé en 1989 pour fournir une éducation égale à tout le monde. Elle s'adresse en général aux filles et elle vise la mise en place d'une société contemporaine en accord avec les principes et les réformes d’Atatürk. Le ÇYDD est présent dans 96 villes en Turquie.

### Approche de base
« Être un morceau de la solution pour la société contemporaine, l'individu moderne ». Le ÇYDD s'évertue à augmenter le nombre de gens sensibles aux problèmes environnementaux et au patrimoine culturel. Le ÇYYD voudrait assurer un environnement où tout le monde pourrait utiliser ses droits et sa liberté.

### Les projets de ÇYDD
- Soutien de bourse aux jeunes filles

Le ÇYDD a accordé des bourses à 45 000 écoliers.
- Anadolu’da Bir Kızım Var, Öğretmen Olacak (J'ai une fille à  Anatolie, elle va être professeur)
- Çağdaş Türkiye’nin Çağdaş Kızları (Kardelenler) (Les perce-neige)
- Baba Beni Okula Gönder (Papa, envoie-moi à l'école)
- Her Kızımız Bir Yıldız
- Geleceğin Sigortası Kızlarımız
- Bilgi Toplumu Kızları
- Geleceğin Aydınlık Kızları
- Anadolu’da Bir Gencim Var
- Soutien de bourse aux étudiants des universités

Le ÇYDD a accordé des bourses à 40 000 étudiants.
- Bir Işık da Siz Yakın
- Gençlere Destek  (support aux jeunes)
- Geleceğin Doktorları  (Les médecins de l'avenir)
- Geleceğin Sanatçıları(Les artistes de l'avenir)

## Sources
- 2009 Vehbi Koç Ödülü - Türkan Saylan
- (tr) « Çağdaş Yaşamı Destekleme Derneği », sur ÇYDD - Çağdaş Yaşamı Destekleme Derneği (consulté le 17 avril 2023)